# Dumitru Cornilescu
Dumitru Cornilescu (n. 4 aprilie 1891, Slașoma, județul Mehedinți - d. 1975, Montreux, Elveția) a fost ierodiacon și autor al unei traduceri în limba română a Bibliei, publicată în 1921 de Societatea Evanghelică din România, organizație fondată de Dumitru Cornilescu și prințesa Ralu Callimachi. Adoptată de Societatea Biblică Britanică în 1923 și publicată în 1924 cu revizuiri, traducerea Cornilescu a rămas până în prezent cea mai răspândită versiune în rândul confesiunilor protestante (inclusiv cele neoprotestante). Deși folosită inclusiv în mediul ortodox, îndeosebi în perioada comunistă, această traducere nu a fost aprobată de Sfântul Sinod al Bisericii Ortodoxe Române, deoarece Cornilescu a părăsit Biserica Ortodoxă, datorită recepției traducerilor Societății Evanghelice de către Biserica Ortodoxă Română, fiind unul dintre fondatorii Bisericii Evanghelice Române. 
Popularitatea acestei versiuni se explică prin numărul mare de reeditări (în 1931, 1942, 1946 etc., cu o nouă revizuire în 1989, cu noi tiraje în 1990, 1996, 2000, 2002, 2005).
În urma unor puternice divergențe doctrinare cu cercurile teologice ale vremii, Cornilescu este sfătuit de însuși Patriarhul Miron Cristea să plece pentru o vreme din România, motiv pentru care acesta a plecat în Germania (Bad Blankenburg). Ulterior, a locuit o vreme în Anglia, iar apoi s-a stabilit în Elveția, unde a și decedat în anul 1975.

## Studii
Dumitru Cornilescu a fost admis la Seminarul Central în 1904. A fost coleg, între alții, cu Ion Dobre, care ulterior avea să-și ia numele Nichifor Crainic. După absolvirea seminarului a devenit student al Facultății de Teologie din București. În toată această perioadă s-a remarcat deja ca traducător, fiind considerat de arhimandritul Iuliu Scriban (redactorul-șef al revistei Biserica Ortodoxă Română), drept „un om deprins a scrie și a exprima ideile cât se poate de limpede și de corect”, sau „cel mai harnic dintre teologii tineri pe ogorul scrisului creștinesc.”.
Cornilescu a absolvit Facultatea de Teologie în 1916 (Diploma 7.872 din 1916). În acea perioadă intrase deja în monahism, având metania la Mănăstirea Dobrovăț, dar primise îngăduința chiriarhului său, Nicodim Munteanu, pentru a face o traducere a Bibliei la conacul familiei Callimachi de la Stâncești, Botoșani.

## Traducător al Bibliei
Traducerea Bibliei în limba română modernă, respectiv limba care se vorbea în primul sfert de veac al secolului XX, care i-a luat 4 ani, a fost începută de Cornilescu în înțelegere cu principesa Ralu Callimachi, cea care a finanțat tipărirea Noului Testament în 1920 și a Bibliei în 1921.

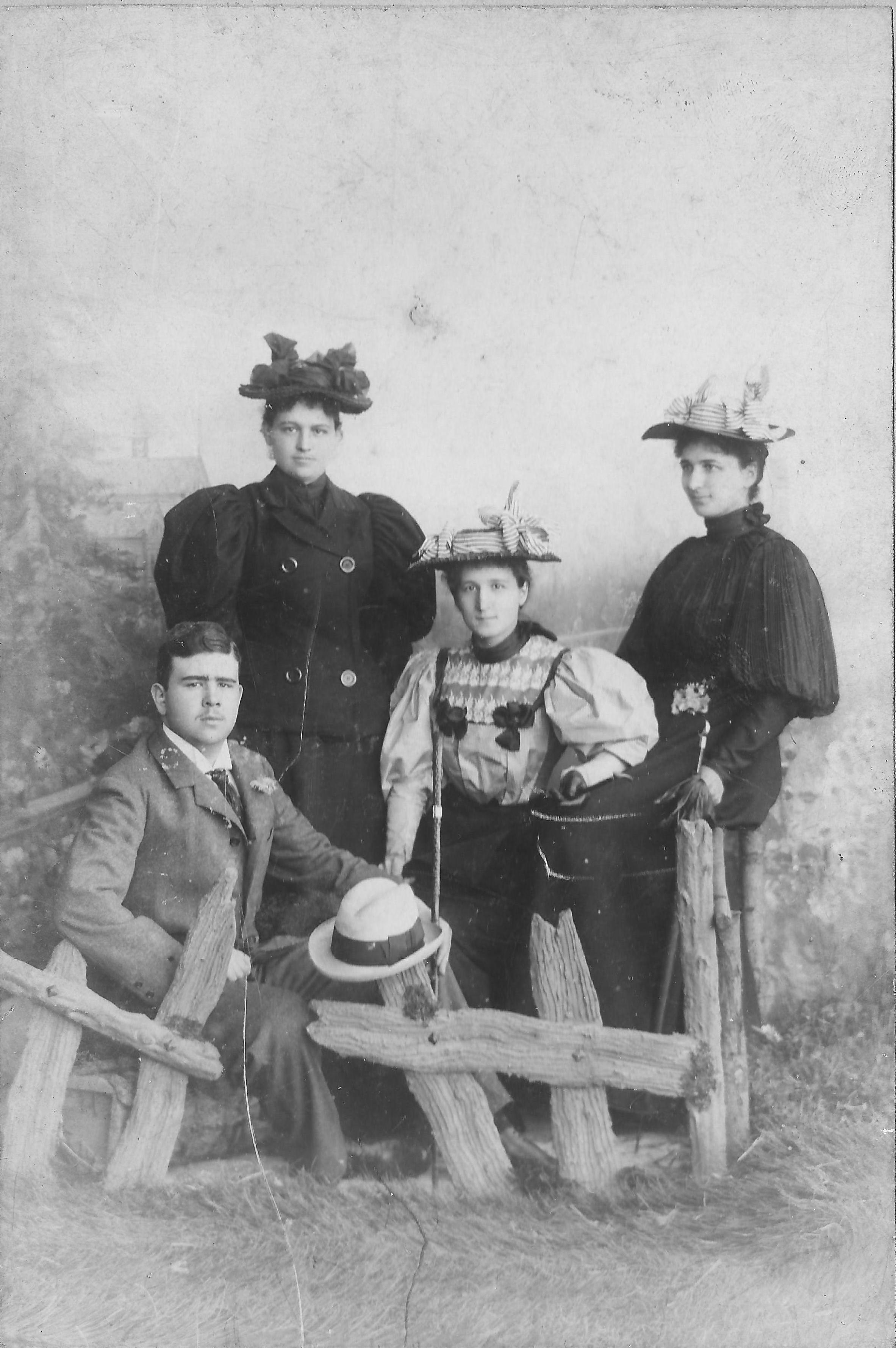
Patru dintre copii lui Teodor și Zenaida Callimachi: Ralu, Zenaida, Smaranda și Jean

Principesa (înregistrată în registrul de nașteri cu numele de Ralou Marie Pulcherie Zénaïde), s-a născut la Nisa pe 22 septembrie 1867 (stil vechi), fiind fiica cea mai mare a lui Teodor și Zenaida Callimachi (născută Moruzi). S-a stins din viață la 9 februarie 1944 la Salcea, ultima informație referitoare la ea provenind dintr-o scrisoare datată aprilie 1941, când Ralu era în vârstă de 73 de ani și trăia modest într-o căsuță din București. A mai avut 2 frați și 2 surori: Alexandru (n. 1866-1918), Zenaida (n. 1870), Smaranda (n. 1871) și Ioan (n. 1880).
În perioada când și-a început Cornilescu activitatea, Biblia fusese tradusă și tipărită în numeroase rânduri de Societatea Biblică Britanică (prima ediție integrală 1871, revizuită și republicată în 1873 și 1874, 1905, 1911). Conform reglementărilor introduse de Cuza, toate aceste ediții au fost tipărite cu caractere latine. Prima versiune oficială a Sfântului Sinod a fost tipărită în 1914. Textul acesteia reprezenta revizuirea Bibliei de la Buzău (1854-1856) tipărit de episcopul Filotei.
Activitatea de traducător a lui Cornilescu a început de timpuriu, simultan cu cea publicistică, între primele sale articole numărându-se: „O trebuință a vremurilor de acum” (după o scriere a pastorului elvețian Frank Thomas, 1862-1928), în Păstorul ortodox, IX (1910), 12.
Cornilescu obișnuia să traducă broșuri de teologie evanghelică încă din anii de seminar. Catalogul Bibiliotecii Academiei Române conține circa 40 de broșuri traduse de el în perioada 1922-1925.
Imboldul traducerii este sintetizat în întrebarea pe care și-a pus-o: "Dacă viața creștină a poporului izvorăște din cunoașterea Bibliei, iar eu nu pot înțelege ce este scris acolo, cum va înțelege oare poporul?".
Traducerea Bibliei în limba română modernă, respectiv limba care se vorbea în primul sfert de veac al secolului XX, care i-a luat 4 ani, a fost începută de Cornilescu din cauza dificultății limbajului utilizat de traducerile Bibliei existente în acea vreme. .

## Noul Testament 1920

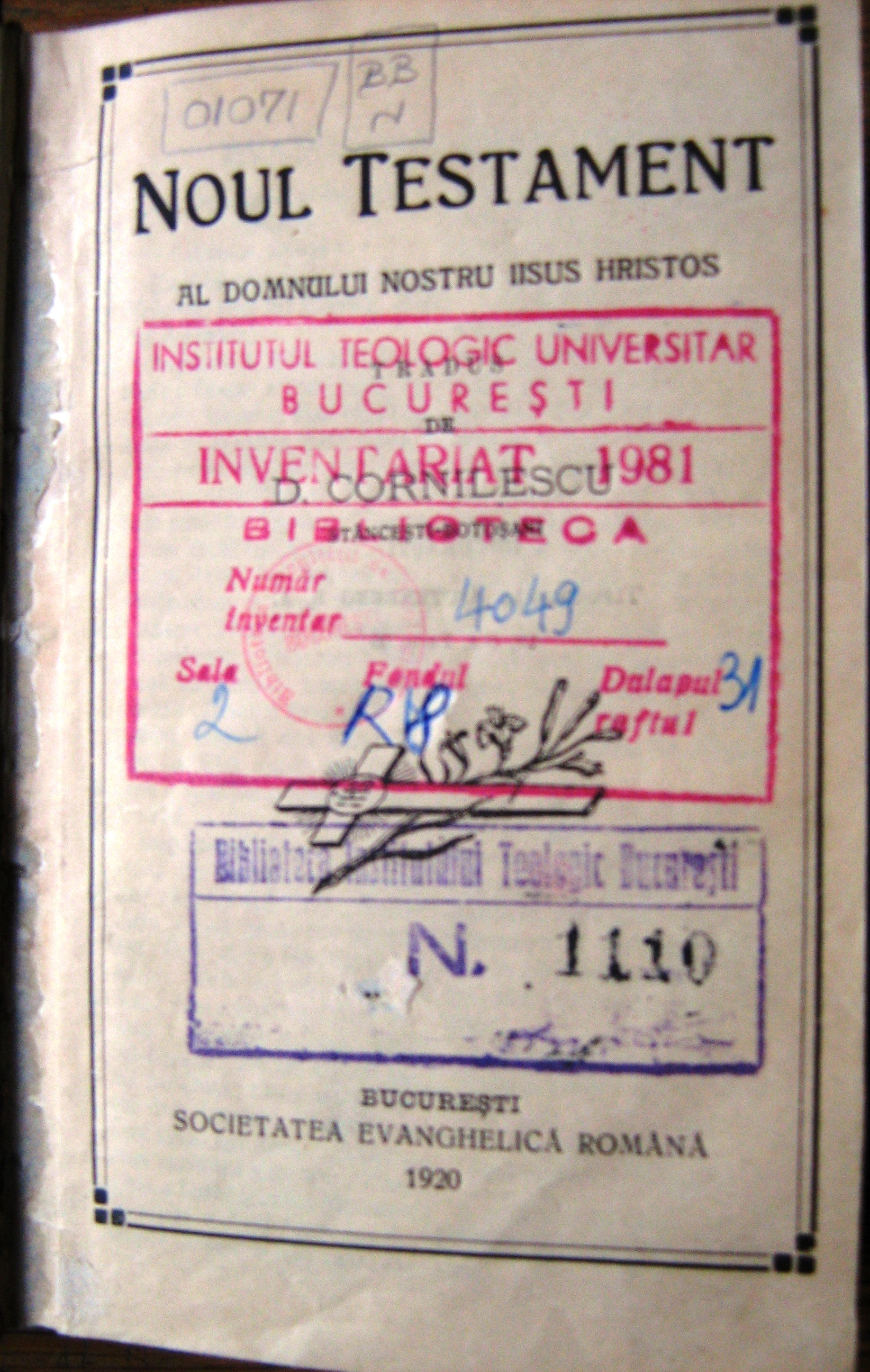
Pagina de titlu a NT Cornilescu 1920. Exemplarul se găsește în biblioteca Facultății de Teologie Ortodoxă din București.

Cornilescu a tradus mai întâi Noul Testament, care a văzut lumina tiparului în 1920. O primă informație despre tipărirea acestei ediții se află într-o scrisoare din 14 mai 1920, trimisă de John Howard Adeney (capelan anglican la București) către Robert Kilgour, unul dintre editorii Societății Biblice Britanice: „Cornilescu, ajutat de niște prieteni din Elveția ai dlui Broadbent (Dl. Berney) va începe săptămâna viitoare tipărirea unei prime ediții a NT tradus de el.”
Vestea tipăririi acestei versiuni era anunțată în Noua Revistă Bisericească, iunie-iulie 1920, p. 55: „în curând va ieși de sub tipar Noul Testament tradus de D. Cornilescu”. Ulterior, arhimandritul Iuliu Scriban avea să scrie: „În cursul lui 1920, d. Cornilescu, cu ajutorul principesei Calimaki, a izbutit să-și tipărească traducerea lui cuprinzând Noul Testament și Psalmii.”
În prima sa ediție a NT, Cornilescu a folosit din belșug parafraze, recurgând adesea la soluțiile de traducere adoptate de traducătorul elvețian Louis Segond. Influența versiunii Segond asupra versiunii Cornilescu a fost semnalată de către Gala Galaction la scurtă vreme după publicarea NT din 1920, într-un articol publicat pe 21 iulie 1920, în Luptătorul. Între altele, Galaction scria următoarele:
„De subt teascurile tipografiei Gutenberg a apărut zilele acestea Noul Testament al Domnului nostru Iisus Hristos. tradus de D. Cornilescu, Stăncești-Botoșani. E o carte de 467 de pagini, tipărită cu îngrijire, pe două coloane, cu hârtie destul de bună, și care, după cât aud, a costat în aceste vremuri grele, o avere întreagă. Este o adevărată surprindere acest eveniment tipografic! (...) Autorul acestei noi traduceri a Noului Testament, este – din capul locului – vrednic de toate laudele și de toate încurajările. (...) Traducătorul merită să fie lăudat pentru lucrul cu care ni se înfățișează. Nu-l cunosc nici personal, nici impersonal. Se zice că e față bisericească și anume preot călugăr. A mai apărut de câte ori, în câmpul literaturei bisericești, cu mici publicații pioase, dintre cari în acest moment, nu-mi aduc aminte de nici una.”

## Biblia 1921

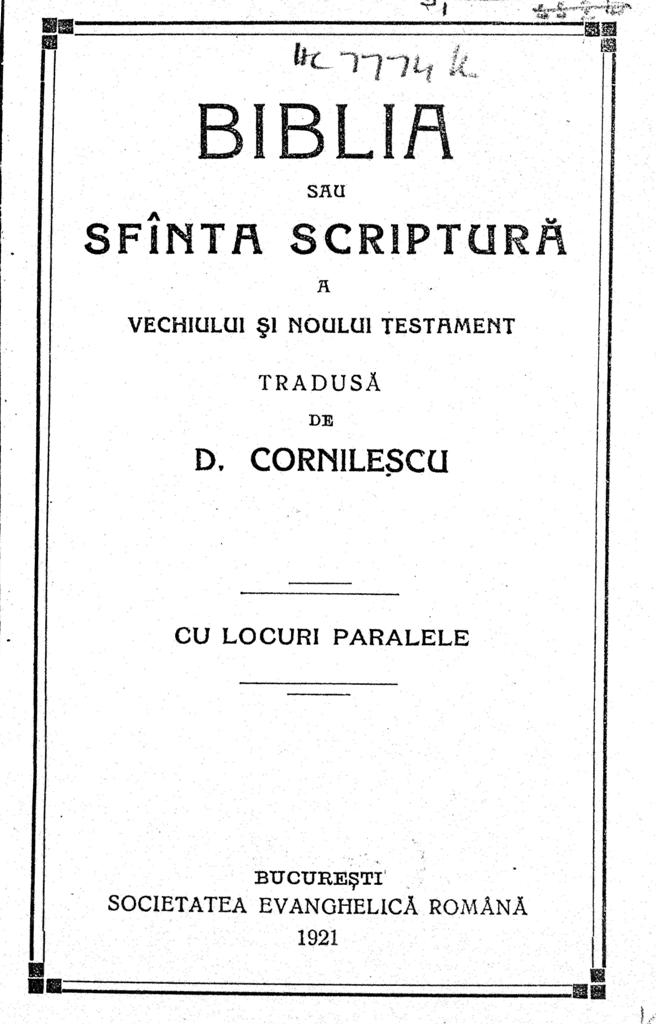
Pagina de titlu a Bibliei Cornilescu 1921

Cu privire la versiunile Cornilescu (și îndeosebi la Biblia 1921) s-a afirmat uneori că ea a fost tipărită „sub autoritatea Bisericii Ortodoxe Române” și că „inițial traducerea lui Dumitru Cornilescu s-a publicat cu aprobarea autorităților eclesiale ortodoxe.” Într-un comunicat dat publicității în aprilie 2012, cu ocazia distriburii Bibliei Cornilescu (ediția GBV) împreună cu ziarul Adevărul, Ioan Enescu, directorul editurii Orizonturi, afirma următoarele: „Subliniem în mod deosebit că traducerea preotului Dumitru Cornilescu a fost acceptată de Biserica Ortodoxă Română, apărând cu binecuvântarea Patriarhului României. Ar fi acceptat oare Patriarhul României să binecuvânteze o Biblie neoprotestantă?! Biserica Ortodoxă Română nu și-ar fi putut însuși, în niciun caz, o versiune neoprotestantă așa cum se apreciază în comunicatul Patriarhiei. Faptul că, ulterior, Biserica nu a mai agreat traducerea preotului Cornilescu nu a fost generat de vreun viciu al traducerii, ci de neînțelegerile dintre Patriarhia Română și persoana traducătorului. O versiune ortodoxă nu putea deveni brusc o versiune neoprotestantă.” Afirmația este eronată, după cum indică pagina de titlu a acestei versiuni. Contrar celor afirmate de Ioan Enescu, ea nu s-a bucurat niciodată de aprobarea oficială a Sf. Sinod al BOR, a cărei ultimă ediție (înainte de Cornilescu) a fost publicată în 1914, următoarea versiune  ortodoxă oficială fiind publicată abia în 1936.
Potrivit unei scrisori (27 nov. 1920) trimise Societății Biblice Britanice de către J. W. Wiles de la Belgrad, textul VT tradus de Cornilescu era deja gata, iar traducătorul aștepta cu nerăbdare ca Societatea să-i trimită hârtia necesară tipăririi întregii Biblii.
Nu există informații despre data precisă la care s-a încheiat tipărirea Bibliei 1921, dar ea trebuie să fi avut loc în prima parte a anului, dat fiind că într-o scrisoare din 22 august 1921, Robert Kilgour îi comunica lui John Howard Adeney (capelan anglican din București) că Societatea Biblică are deja un exemplar în bibliotecă și că ar mai fi nevoie de încă trei.
Biblia Cornilescu 1921 reia fără modificări textul NT 1920. Analiza comparată a Bibliei Cornilescu 1921 și a versiunii Segond confirmă parțial afirmațiile lui Galaction, dar, conform unui studiu detaliat dedicat acestei chestiuni, „Influența mare exercitată de versiunea  Segond nu trebuie să ne facă să credem că traducătorul român a copiat în mod servil  traducerea biblistului  elvețian. Există suficiente versete care arată că versiunea Cornilescu 1921 diferă de cea a lui Segond”.

## Biblia 1924

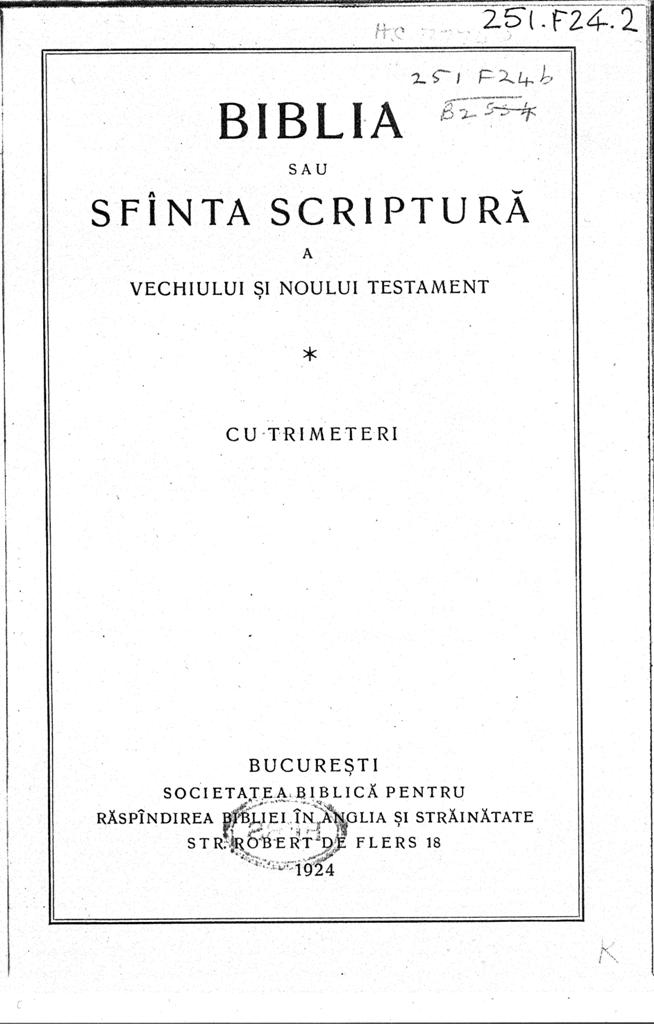
Pagina de tilu a Bibliei Cornilescu 1924

Deși în mod curent se afirmă că ediția revizuită de Cornilescu a fost publicată în 1923, scrisorile privitoare la Biblia Cornilescu din arhiva Societății Biblice Britanice arată fără dubii că ea a ieșit de sub tipar în septembrie 1924.
Această ediție, tipărită pe hârtie de India, s-a remarcat prin calitatea tipăriturii și a legării. Totuși, faptul că traducătorul nu a putut supraveghea direct tipărirea ei a dus la apariția unor greșeli de tipar (încălecarea unor rânduri la Evrei 1:10).
În primii câțiva ani care s-au scurs de la publicarea ei, Biblia 1924 s-a vândut în tiraje uriașe pentru vremea respectivă, devenind un adevărat best-seller. J. W. Wiles, reprezentantul Societății Biblice Britanice pentru țările din Balcani, raporta în februarie 1928 următoarele date cu privire la Biblia Cornilescu: „Am lăsat în urmă numere ca 5.000 pe an, ca de exemplu în 1920, și am urcat la 85.000, 95.000 și aproape 100.000 de exemplare pe an.” Statisticile se referă, desigur, nu doar la Biblie, ci și la Noul Testament, care fusese tipărit în ediție de buzunar.

## Biblia 1931

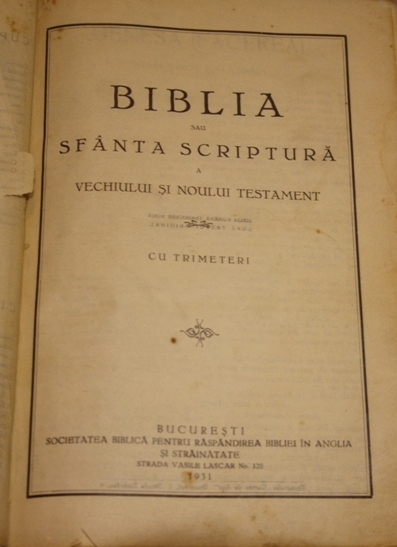
Pagina de titlu a Bibliei Cornilescu 1931

## Ediția Dumitru Cornilescu revizuită (EDCR)
În iunie 2015, Societatea Biblică Britanică, deținătoarea copyrightului pentru Biblia Cornilescu, a decis revizuirea atentă a textului biblic, prin raportarea acestuia la originalele ebraic și aramaic (pentru Vechiul Testament), respectiv grec (pentru Noul Testament). Proiectul de revizuire a versiunii Cornilescu a fost încredințat Societății Biblice Interconfesionale din România. Din comitetul de revizuire fac parte specialiști adventiști, baptiști și penticostali. 
Ediția-pilot a noii revizuiri, cuprinzând Geneza, Marcu, Ioan și Romani, a fost publicată în 2016.
Noul Testament a fost tipărit în aprilie 2019, sub egida Societății Biblice Interconfesionale, în ediție broșată. Al doilea tiraj, ediție cartonată, pe hârtie velină (viii + 475 de pagini) a fost publicat în noiembrie 2019.
Lucrarea membrilor Comitetului EDCR constituie o revizuire, nu o traducere nouă. Textul de bază folosit de revizori este cel publicat de Societatea Biblică Britanică în 1924, retipărit succesiv cu modificări minore în perioada 1925–1928 și actualizat de SBIR ortografic, morfologic și la nivelul punctuației în perioada 2012–2015. Publicul cititor pentru care a fost pregătită această ediție este interesat de o versiune care să fie fidelă textelor originale, conservatoare la nivelul lexicului, adecvată lecturii publice în biserică și, nu în ultimul rând, utilă în studiul personal.

### Principii care guvernează proiectul de revizuire
1. Fidelitatea față de textele originale
Revizuirea Bibliei Cornilescu urmărește alinierea cât mai fidelă a acestei versiuni la edițiile critice ale textului biblic. Pentru NT, ediția de care s-au servit revizorii a fost următoarea:
- NA28 – Barbara și Kurt Aland, Johannes Karavidopoulos, Carlo M. Martini și Bruce M. Metzger (editori), Novum Testamentum Graece, ed. a 28-a revizuită de Institut für Neutestamentliche Textforschung, sub conducerea lui Holger Strutwolf, Societatea Biblică Germană, Stuttgart, 2012.

2. Fidelitatea față de traducerea lui Cornilescu
În cazul în care fidelitatea față de textul grec nu impune vreo schimbare în textul cornilescian, revizorii au păstrat stilul și lexicul folosite de Dumitru Cornilescu. Ori de câte ori au fost necesare înnoiri la nivelul vocabularului, au fost preferați termeni compatibili cu amprenta stilistică a traducătorului.
3. Înnoirea vocabularului biblic
În vederea actualizării vocabularului biblic, Comitetul de Revizuire și Comitetul Pastoral au decis înlocuirea unor termeni precum: cuget, curvie, drac, hulă, împărat, îndrăcit, întărâtat, neprihănire, norod, ostaș, pizmă, praznic, preacurvie, proroc, slăbănog, slobozenie, slovă, tăiere împrejur, urdinare, zălog cu sinonimele moderne corespunzătoare: conștiință, desfrânare/desfrâu, demon, blasfemie, rege, demonizat, indignat, dreptate, mulțime, soldat, invidie, sărbătoare, adulter, profet, paralitic, libertate, literă, circumcizie, dizenterie, garanție.
Înnoirea s-a făcut și acolo unde este necesară folosirea unor termeni consacrați (aproape „tehnici”), care denotă activități, practici, instituții sau obiecte specifice unui domeniu specializat: acuzator, apel, apostazie, catapeteasmă, centurion, cohortă, a conjura, a considera, controversă, derivă, a eșua, extaz, genealogie, instanță, a se îmbarca, lictor, mit, naufragiu, a naviga, ofrandă, orator, a preda, prefect, pretoriu, proconsul, procurator, proprietar, proră, pupă, reformă, religie, sanctuar, sectă, sicar, sinedriu, suveran, tribun, triumf, a venera etc. 
4. Concizie
În cazul în care textul biblic poate fi tradus mai concis, revizorii au eliminat adaosurile pe care Cornilescu le-a introdus din dorința de a face traducerea cât mai accesibilă. 
5. Claritate
Exceptând cazul în care originalul însuși este ambiguu, membrii Comitetului de Revizuire au eliminat din textul tradus posibilele surse de ambiguitate sintactică. În anumite pasaje a fost păstrat în mod deliberat echivocul din original, permițând interpretarea textului în două moduri diferite, semnalate, de altfel, în subsolul paginii.
6. Echilibrul între literalism și echivalența funcțională
Ori de câte ori traducerea literală ar fi dus la apariția unor structuri exotice în limba română, revizorii au recurs la echivalențe funcționale. Astfel, în Luca 1:69 secvența literală „corn de mântuire” a fost echivalată prin „Mântuitor puternic”, iar în Luca 9:51 enunțul „Și-a întărit fața să meargă spre Ierusalim” a fost redat prin „S-a îndreptat cu hotărâre spre Ierusalim”. 
7. Cursivitate
Pentru a asigura fluența traducerii sau pentru a evita cacofoniile și construcțiile greoaie, revizorii au citit textul cu glas tare. Dacă unele fraze din original s-au dovedit prea lungi pentru o lectură publică optimă, ele au fost împărțite în unități de discurs mai mici, cu ajutorul punctuației. De exemplu, secvența din Romani 1:1-7, deși constituie o singură frază în original, a fost împărțită în trei segmente (v. 1-2; v. 3-6; v. 7). Astfel de împărțiri sunt necesare mai ales în cazul epistolelor, care se remarcă prin structuri argumentative și retorice complexe.
8. Consecvență
În pasajele care conțin termeni proveniți din aceeași rădăcină, revizorii au optat pentru echivalarea uniformă a derivatelor respective. S-a urmărit, pe cât posibil, consecvența în traducerea termenilor din aceeași familie lexicală: díkaios „drept”, dikaiosýnē „dreptate”/„îndreptățire”, dikaióō „a îndreptăți”, dikaíōsis „îndreptățire”, dikaíōma „hotărâre dreaptă”. 
Textul ediției este disponibil online în app-urile eBiblia și YouVersion.

## Critici aduse versiunii Cornilescu 1924
Ediția Cornilescu 1924 a fost întâmpinată cu suspiciune de către unii reprezentanți ai Bisericii Ortodoxe Române. La începutul anilor '30, succesul ei uriaș a făcut ca autoritățile religioase să încerce să oprească difuzarea ei în mediul rural. În acest scop, s-au făcut demersuri pe lângă ministrul de interne (G. Mironescu), al cărui ordin (22 martie 1933) interzicea distribuirea Bibliei Cornilescu 1924 în satele și comunele României.
Pentru a debloca situația, Societatea Biblică Britanică, sub a cărei siglă fusese publicată această versiune, l-a trimis pe J. W. Wiles, reprezentantul ei de la Belgrad, să ceară o audiență lui Nicolae Titulescu. Acesta l-a informat pe reprezentantul Societății Biblice Britanice că între motivele pentru care Biblia Cornilescu nu este agreată este faptul că în Iacov 5,14 termenul grecesc presbyteroi a fost tradus prin „prezbiteri” și nu „preoți”, cum ar fi preferat ierarhia ortodoxă. Wiles a explicat că nici versiunile sinodale rusești ale Bibliei nu folosesc termenul „preoți”, ci tot „prezbiteri”. În urma acestei întrevederi, ordinul a fost revocat.
- Evrei 7:24 - aparabatos

O acuzație care a fost adusă mai recent versiunii Cornilescu privește traducerea versetului din Evrei 7:24. Bogdan Mateciuc, evanghelic convertit la ortodoxie, scrie pe site-ul lui: „La Evrei 7:24, în Biblia ortodoxă (traducerea ÎPS Bartolomeu Anania) se poate citi: «dar Iisus are o preoție netrecătoare prin aceea că El rămâne în veac», pe când în traducerea Cornilescu scrie «Dar El, fiindcă rămâne în veac, are o preoție, care nu poate trece de la unul la altul». Citatul este folosit de protestanți pentru a justifica necredința lor față de succesiunea apostolică.”
Acuzația de mai sus este nefondată, deoarece, așa cum dovedește un studiu dedicat versiunii Cornilescu, soluția de traducere folosită de fostul ieromonah se regăsește și în câteva versiuni ortodoxe ale Bibliei: Galaction 1938, NT sinodal 1951 și Biblia sinodală 1968. În realitate, Cornilescu a recurs la această soluție de traducere fiindcă ea fusese propusă deja de Louis Segond și de lexicograful american Joseph Thayer în dicționarul său grecesc, folosit de Cornilescu în procesul traducerii.
- Apocalipsa 20 - mia de ani

Bogdan Mateciuc afirmă că „în cartea Apocalipsei, capitolul 20, Cornilescu traduce din Biblia engleză, nu din originalul grecesc. În timp ce în original se vorbește despre 'mii de ani', Cornilescu traduce 'o mie de ani', aliniindu-se astfel ereziei neoprotestante a 'împărăției de o mie de ani'. Dacă el ar fi fost, așa cum încearcă să-l prezinte neoprotestanții, un erudit în limbile ebraică și greacă, în mod evident ar fi văzut și înțeles originalul grecesc!” Deși începând cu NT 1979 echivalarea secvenței grecești ta hilia ete (τὰ χίλια ἔτη) s-a făcut în edițiile ortodoxe (inclusiv în Biblia Anania) prin expresia „mii de ani”, această traducere fiind considerată eronată de Emanuel Conțac, profesor al Institutului Teologic Penticostal din București, după cum arată un studiu academic extins efectuat de acesta. Cu referire la această expresie din Apocalipsa 20, cunoscutul patrolog Cristian Bădiliță, credincios greco-catolic, scria următoarele: „Fără a intra în polemici inutile, ta chilia înseamnă, în limba greacă adevărată, nu aceea inventată de B. Anania, 'o mie', nu 'mii' (la plural).”